# Chronologie des invasions barbares en Hispanie

L'Hispanie romaine et ses provinces.

Cet article présente une chronologie des invasions barbares au Ve siècle dans la province romaine d'Hispanie (l'actuelle péninsule Ibérique), et des événements majeurs qui y sont liés.

## Introduction

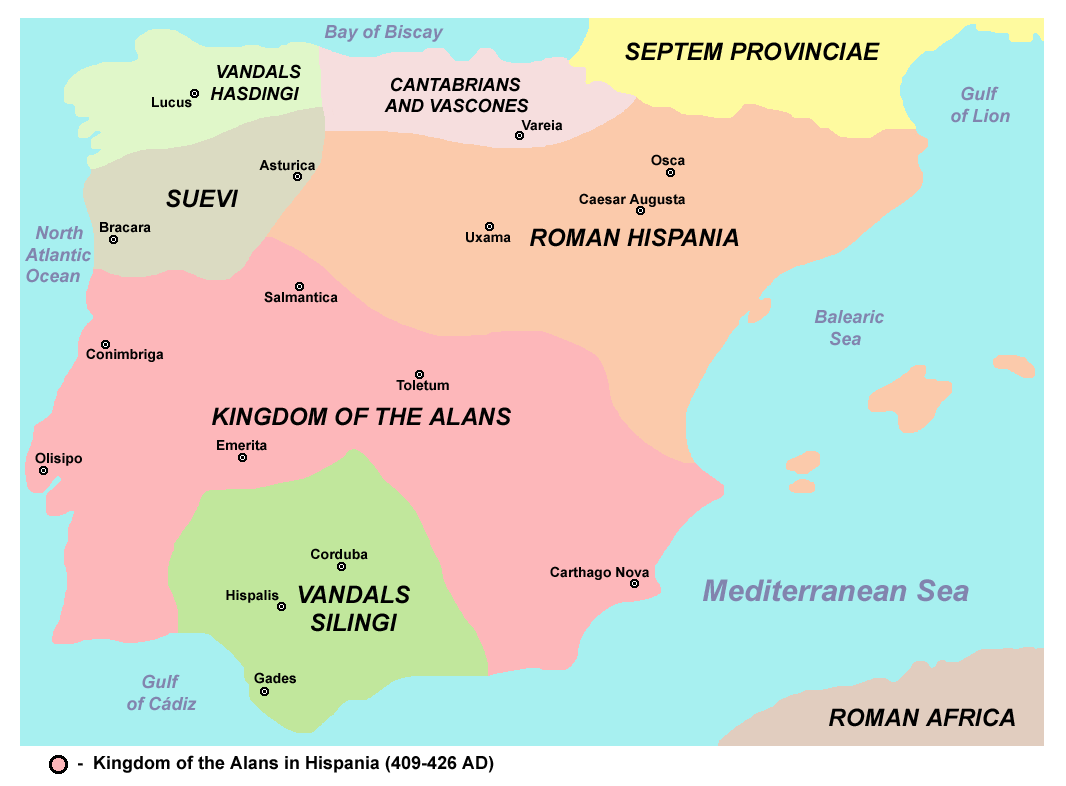
La péninsule Ibérique partagée par les Barbares vers 415.

Les conquêtes du roi suève Rechila entre 438 et 448.

Extension maximale du royaume suève (Regnum Suevorum) vers 455.

La péninsule vers 470.

Le royaume wisigoth vers 500.

Fuyant d'autres barbares, les Vandales, divisés en Hasdings et Sillings, les Suèves et les Alains, franchissent au cours de l'hiver 406/407 le Rhin gelé par un froid exceptionnel. Ce sont alors au moins 300 000 individus, dont environ 50 000 guerriers, qui envahissent, par la Gaule, la province d'Hispanie d'un Empire romain en déclin. Après deux années de pillage, ils franchissent en 409 les cols pyrénéens de Roncevaux et du Somport.
« Tandis que les Espagnes sont livrées aux excès des Barbares et que la peste ne fait pas moins rage, les richesses et la nourriture conservées dans les villes sont arrachées par le tyrannique collecteur des arriérés d'impôts et pillées par le soldat. Voici venir l'effrayante famine : les humains s'entredévorent sous la pression de la faim ; les mères, elles aussi, se nourrissent du corps de leurs enfants qu'elles ont tué ou fait cuire. Les bêtes féroces, habituées aux cadavres des gens morts par l'épée, la faim ou la peste tuent aussi les hommes plus forts et, nourries de leur chair, se répandent partout pour l'anéantissement du genre humain. C'est ainsi que, par les quatre fléaux du fer, de la faim, de la peste et des bêtes féroces, se déchaînant partout sur tout le monde, se réalise ce qu'avait annoncé le Seigneur par ses prophètes. »
— Hydace de Chaves, Chronique, XVI.

## Chronologie
Certaines dates ci-dessous peuvent varier légèrement selon les sources.
- 409 : Invasion de l'Hispanie (Hispania) par les Vandales (Hasdings et Sillings), les Suèves et les Alains
- 411 : Ils se répartissent entre eux les provinces hispaniques
- 414 : Les Wisigoths arrivent en Hispanie ; prise de Barcelone
- 415 : Assassinat à Barcelone du roi wisigoth Athaulf
- 416 : Wallia, roi des Wisigoths, est chargé par l'Empire romain d'Occident de chasser les Barbares d'Hispanie
- 418 : Les Alains et les Sillings sont battus et exterminés par les Wisigoths (les survivants rejoindront les Hasdings) ; les Suèves et les Hasdings sont refoulés dans le N.-O. de la péninsule Ibérique
- 419 : Guerre entre les Suèves et les Vandales
- 420 : Astérius, comte romain d’Hispanie, force par son intervention les Vandales à quitter la Galice ; un grand nombre d'entre eux, lors de leur retrait, sont massacrés à Braga (Bracara). Abandonnant la Galice, les Vandales envahissent la Bétique (Baetica)
- 422 : Guerre en Bétique entre les Vandales de Gundéric et les Romains de Castinus
- 426 : Pillage de Séville (Hispalis) et de Carthagène (Carthago Nova) par les Vandales ; ils ravagent les îles Baléares
- 429 : Après avoir battu le chef suève Hermigar (Hermigarius), les Vandales, sous la conduite de Genséric, quittent l'Hispanie pour l'Afrique romaine (Africa romana)
- 430 : La Bataille de Calama oppose l’Empire romain d’Occident aux Vandales ;
- 431 : Les Suèves ravagent la Galice (Gallaecia) ; l'évêque Hydace de Chaves demande, en vain, l'aide du général romain Flavius Aetius
- 433 : Ayant échoué dans sa mission, Hydace négocie une paix entre les Suèves et les Hispano-Romains
- 438 : Rechila, roi des Suèves, bat les troupes romaines d'Andevotus
- 439 : Il s'empare de Mérida (Emerita)
- 441 : Séville tombe aux mains des Suèves de Rechila qui soumet toute la Bétique et la Carthaginoise (Carthaginensis)
- 445 : Les Vandales d'Afrique pillent les côtes de l'Hispanie et prennent de nombreuses familles en captivité
- 446 : Les Suèves sortent de Galice, battent des troupes romaines et dévastent les provinces hispaniques restées sous domination romaine
- 448 : Sortis de Galice, ils envahissent de nouveau les provinces hispaniques pour les dévaster 
  - Censorius, comte de l'Empire romain d'Occident, est exécuté par le roitelet suève Agiulf
- 449 : Le roi suève Rechiaire met à sac la Vasconie (Vasconia), ravage les environs de Saragosse (Caesaraugusta) et s'empare de Lérida (Ilerda) où il fait de nombreux prisonniers 
  - Les Bagaudes surprennent un corps de mercenaires barbares au service de Rome, au moment où ceux-ci étaient rassemblés dans l'église de Tarazona (Turiaso) ; ils les égorgèrent jusqu'au dernier
- 453 : Les Suèves font la paix avec les Hispano-Romains et leur rendent la Carthaginoise
- 454 : Les Wisigoths interviennent en Tarraconaise (Tarraconensis) et battent les Bagaudes qui ravageaient la province
- 456 : Les Suèves pillent les régions de Carthagène et envahissent la Tarraconaise 
  - Des pirates hérules ravagent le littoral de Lugo (Lucus) et les régions côtières de la Cantabrie et de la Vardulie
  - Les Suèves attaquent de nouveau la Tarraconaise qu'ils pillent ; ils retournent en Galice avec un grand nombre de prisonniers
  - L'empereur romain d'Occident Avitus charge les Wisigoths et les Burgondes de combattre les Suèves. Ces derniers sont écrasés près d'Astorga (Asturica) ; leur capitale, Braga, est prise et pillée, Rechiaire, leur roi, est capturé à Porto (Portus Cale) et exécuté
  - Division des Suèves en deux groupes (nombreux conflits)
- 457 : Les Wisigoths prennent Mérida ; lors de leur retour en Gaule, ils pillent Astorga où les habitants seront massacrés ou esclavagisés, et Palencia (Pallantia) 
  - Assassinat du roitelet suève Agiulf près de Porto
- 459 : Les Suèves dévastent la Lusitanie (Lusitania) et prennent Lisbonne (Olissipona) où ils exécutent un grand nombre de Romains et accumulent du butin 
  - Ils ravagent la Galice
  - Assassinat du roi suève Maldras
- 460 : Une armée wisigothe dirigée par le duc Cyrila envahie la Bétique à la demande du roi Théodoric II
- 461 : Théodoric envoie de nouvelles troupes en Bétique commandées par le duc Sunéric. Cyrila est rappelé en Gaule 
  - Les Suèves dirigés par Rémismond, ravagent des parties de la Galice
  - Le massacre de nobles romains exacerbe l’hostilité entre Suèves et Galiciens
- 462 : Les Suèves font une incursion soudaine à Lugo, le jour de Pâques, et massacrent ses habitants 
  - Nouvelle paix entre les Galiciens et les Suèves
  - Les Wisigoths pillent la région de Lugo
  - Les Suèves ravagent Chaves (Aquae Flaviae) et font prisonnier son évêque, Hydace
  - Les Wisigoths s'emparent de Santarém (Scalabis)
- 464 : « Les Suèves, dit Hydace de Chaves, fallacieux et perfides comme d’habitude dans leurs promesses, dévastent, selon leur coutume, divers endroits de la pauvre Galice » 
  - Le roitelet suève Rémismond réunifie les Suèves et fait la paix avec les Wisigoths
  - Les Suèves entrent par ruse dans Coimbra (Conimbriga), dépouillent la noble famille des Cantabri, et font de nombreux prisonniers
- 465 : Ils commettent « les plus horribles excès » dans le pays des « Aunonais » (Aunonenses) [lieu inconnu] ; le roi wisigoth Théodoric II envoya pour cela des ambassadeurs à Rémismond, qui s’en moqua et les renvoya aussitôt
- 466 : « Guerre cruelle » des Suèves dans le pays des Aunonenses puis ils « se répandirent, selon leur coutume, en divers endroits pour les piller, et après quelques mois, le roi des Suèves passa en Lusitanie »
- 467 : Les Suèves saccagent Coimbra ; les habitants de la ville sont faits prisonniers ou sont dispersés
- 469 : Les Wisigoths du roi Euric rompent avec Rome et s'emparent de la Tarraconaise, de la Carthaginoise et de la Lusitanie ; les Suèves prennent de nouveau Lisbonne 
  - Les Wisigoths, ayant appris la prise de Lisbonne, entrèrent en Lusitanie, et pillèrent à la fois les Suèves et les Romains
  - Les Aunonais font la paix avec le roi des Suèves, et ces derniers envahissent certains lieux de la Lusitanie et la région d’Astorga pour se livrer au pillage ; Les Wisigoths, pillent à leur tour les environs d'Astorga et saccagent aussi des régions de la Lusitanie
- 473 : Euric envoie le comte Gautéric s'emparer de Pampelune (Pompaelo) et de Saragosse : toute la noblesse romaine qui se trouvait dans la région périt en une seule bataille
- 474 : Prise de Tarragone (Tarraco) par les Wisigoths
- 475 : L'empereur romain d'Occident Julius Nepos conclut avec le roi wisigoth Euric un traité par lequel il reconnaît son autorité sur ses conquêtes en Hispanie
- 476 : Déposition de l'empereur Romulus Augustule, marquant la fin de l'Empire romain d'Occident ; Euric maître de presque toute l'Hispanie
- 496 : L'Hispano-Romain Burdunellus se révolte en Tarraconaise contre le joug wisigoth
- 497 : Les Wisigoths répriment la révolte
- 506 : Nouveau soulèvement en Tarraconaise contre la domination wisigothique dirigé par Pierre (Petrus), un Hispano-Romain ; la révolte est réprimée et Pierre est capturé et exécuté à Tortosa (Dertosa) après la prise de la ville par les Wisigoths

## Sources primaires
- Hydace de Chaves, Chronique.
- Isidore de Séville, Histoire des rois des Goths, Vandales et Suèves.